# Caroline Cave
Caroline Cave (* 25. Januar 1974 in West Vancouver, Metro Vancouver, British Columbia) ist eine kanadische Schauspielerin.

## Leben
Cave ist in West Vancouver geboren, wo sie auch aufwuchs. Als Kind lernte sie Klavierspielen und Balletttanz. Ab ihrem 15. Lebensjahr lernte und tanzte sie am renommierten Banff Center und im Elite-Mentorenprogramm des Ballet British Columbia. Dennoch zog es sie zum Schauspiel, das sie an der University of Alberta studierte und mit einem Bachelor of Arts abschloss. Ihre Schauspielkenntnisse vertiefte sie am Royal National Theatre. Sie ist mit Pepe Diligenti verheiratet und Mutter von zwei Kindern.
Anfang der 2000er Jahre debütierte sie als Schauspielerin. In den nächsten Jahren übernahm sie neben Nebenrollen überwiegend Episodenrollen in verschiedenen Fernsehserien. Von 2009 bis 2010 verkörperte sie die Rolle der Catherine Scott in der Fernsehserie Cra$h & Burn. 2013 übernahm sie die weibliche Hauptrolle in dem Katastrophenfilm Die neue Prophezeiung der Maya. Seit 2017 spielte sie in der Fernsehserie Van Helsing mit. Von 2019 bis 2020 stellte sie die Rolle der Beth Marzdan in der Fernsehserie Mysterious Mermaids dar. 2019 hatte sie außerdem die Rolle der Ann O'Malley in der Mini-Serie Unspeakable inne.

## Filmografie
- 2001: The War Bride
- 2001: Come l'America (Fernsehfilm)
- 2002: The Associates (Fernsehserie, Episode 2x15)
- 2004: ReGenesis (Fernsehserie, 2 Episoden)
- 2005: Kevin Hill (Fernsehserie, Episode 1x14)
- 2005: Six Figures
- 2007: Stargate Atlantis (Stargate: Atlantis) (Fernsehserie, Episode 3x17)
- 2007: The L Word – Wenn Frauen Frauen lieben (The L Word) (Fernsehserie, 3 Episoden)
- 2007: This Beautiful City
- 2007: The Gathering – Tödliche Zusammenkunft (The Gathering) (Fernsehfilm)
- 2008: One Week – Das Abenteuer seines Lebens (One Week)
- 2008: True Crime Scene (Fernsehserie, Episode 1x01)
- 2009: Saw VI
- 2009–2010: Cra$h & Burn (Fernsehserie, 13 Episoden)
- 2010: Haven (Fernsehserie, Episode 1x02)
- 2010: The Exit (Kurzfilm)
- 2010: Stargate Universe (Fernsehserie, Episode 2x01)
- 2011: Sanctuary – Wächter der Kreaturen (Sanctuary) (Fernsehserie, Episode 4x06)
- 2012: Supernatural (Fernsehserie, Episode 7x14)
- 2012: The Horses of McBride (Fernsehfilm)
- 2013: Die neue Prophezeiung der Maya (End of the World)
- 2014: Signed, Sealed, Delivered (Fernsehserie, Episode 1x05)
- 2014: What an Idiot
- 2015: Ein Adam kommt selten allein (Splitting Adam) (Fernsehfilm)
- 2015: The Wolf Who Came to Dinner (Kurzfilm)
- 2015: Hit & Run (Fernsehfilm)
- 2016: Date with Love (Fernsehfilm)
- 2016: Aftermath (Fernsehserie, 2 Episoden)
- 2016: Dirk Gentlys holistische Detektei (Dirk Gently’s Holistic Detective Agency) (Fernsehserie, 2 Episoden)
- 2017: Bailey – Ein Freund fürs Leben (A Dog’s Purpose)
- 2017: Power Rangers
- 2017: Story of a Girl (Fernsehfilm)
- seit 2017: Van Helsing (Fernsehserie)
- 2018: Deadly Deed – A Fixer Upper Mystery (Fernsehfilm)
- 2018: The Ride Home (Kurzfilm)
- 2018: Darrow & Darrow (Mini-Serie, Episode 1x03)
- 2018: Charmed (Fernsehserie, Episode 1x06)
- 2019: Unspeakable (Mini-Serie, 8 Episoden)
- 2019–2020: Mysterious Mermaids (Fernsehserie, 10 Episoden)